# Ionel Jianu
Ionel Jianu este pseudonimul literar al lui Ionel Stark (n. 23 octombrie 1905, București – d. 18 martie 1993, Paris) a fost un eseist, traducător, critic și istoric de artă român de origine evreiască. El a rămas în memoria culturii românești în special ca un critic de artă care a făcut o serie de monografii ale artiștilor români și internaționali, așa cum au fost Theodor Pallady, Nicolae Tonitza, Gheorghe Petrașcu, Luchian, Theodor Aman, Constantin Brâncuși, Antoine Bourdelle, Rodin și Henry Moore.

## Biografie
Ionel Jianu s-a născut la București într-o familie de evrei și a urmat cursurile școlii primare Kaiserliche-Königliche Katholische Volksschule în perioada 1911 - 1915, după care a fost elev al liceului „Matei Basarab" în perioada 1920 - 1924. Din 1924 începe studiile de drept și de litere la Paris, obținând licențele în anul 1927. Se înscrie în baroul ilfovean, unde va funcționa până în 1947. Din februarie 1951 este încadrat la Editura de Stat pentru Literatură și Artă, cu sarcina de organizare și conducere, până în 1958 când se va transfera la editura Meridiane, nou creată cu domeniul de activitate arta plastică. Din 1954 până în anul 1961 este șeful Catedrei de istorie a artei românești la Institutul de arte plastice NIcolae Grigorescu din București și, o perioadă, a fost inspector în Direcția Generală a Teatrelor din București. În anul 1961 emigrează, fiind cumpărat de fratele său Virgil Stark, om bogat, cu afaceri pe întreg mapamondul. De la acesta primește o modestă sumă de bani cu care va înființa editura Arted. 
A debutat în anul 1921 cu schița intitulată Hotărârea în cadrul revistei Glasul tinerimii. După terminarea liceului a plecat la Paris și și-a luat licența în drept și litere. A lucrat la redacția ziarului Le Soir și a fost corespondent la Paris al ziarului Politica.
A revenit în România în anul 1927, moment în care a efectuat stagiul militar. A colaborat sub diferite pseudonime ca Don Juan, Don Jose, Don X sau Vivian Bell la „Convorbiri literare", „La Roumanie nouvelle”, „Viața literară", „Revista Fundațiilor Regale", „Le Moment", „Contimporanul" și a semnat cronici literare intitulate „Interviuri”, „Problemele criticii dramatice”, „Premiere bucureștene”, „Cronica dramatică”, „Arabescuri”, „De vorbă cu...”, „Caleidoscopul zilei”, „Politica teatrală, artistică și culturală”, „Siluete”, „Scrisori din Paris”.
Timp de douăzeci de ani a fost cronicar dramatic la revista Vremea, a fost redactor la revista Rampa și editor al paginii pe teme culturale la revista Ultima oră. Aceasta din urmă a fost pagina la care a activat Petru Comarnescu până în momentul plecării sale în Statele Unite ale Americii. În toate aceste publicații a folosit pseudonimul Vivian Bell. A fost colaborator în perioada 1929 - 1930, împreună cu Constantin Noica și Petru Comarnescu la publicația de orientare democrată și raționalistă intitulată Acțiune și reacțiune.
A scris în anul 1931 împreună cu Alexandru Bilciurescu romanul Cavalerii verticali, a înființat în același an un birou de avocatură și a fost cofondator al Grupării Intelectuale Forum. În anul 1935 a devenit membru al Societății Scriitorilor Români. În anul 1942 a inaugurat împreună cu Ecaterina Dulfu și Marc Haldner galeria Căminul Artei și în 1944 a înființat editura cu același nume. La acestă editură și-a publicat monografiile pe care le-a scris cu privire la pictorii Theodor Pallady (1944), Nicolae Tonitza (1945) și Ștefan Luchian (1947). A înființat revista Lumină și coloare care a apărut în perioada 1945 - 1947 unde a scris mai multe articole despre Nicolae Grigorescu, Nicolae Tonitza și Luchian.
În  Franța  a înființat editura de artă ARTED în anul 1962 , unde a publicat lucrările Brâncuși (1963), Temoignages sur Brancusi (1967) în colaborare cu Mircea Eliade și Petru Comarnescu și Introduction à la sculpture de Brancusi (1976) în colaborare cu Constatin Noica, precum și multe volume dedicat în mod special sculpturii. 
A colaborat la publicațiile exilului românesc: „Apoziția", „Revista scriitorilor români", „Destin", „Limite", „Viața noastră", „Journal of the American Romanian Academy of Arts and Sciences".

## Premii
- 1949 - Premiul I al USR pentru nuvela Dubrovski de A.S. Pușkin (traducere);[4]
- 1967 - a primit împreună cu Petru Comarnescu, Medalia de Aur acordată de Asociația Internațională a Criticilor de Artă pentru promovarea operei lui Brâncuși în Franța.[4]
- 1983 - Diplomă de onoare pentru întreaga activitate oferită de Academia Româno-Americană de Artă și Știință.

## Opera
- „Cavalerii verticali” (în colaborare cu Alexandru Bilciurescu), București, 1931;
- „Petre Iorgulescu-Yor”, București, 1939;
- „Theodor Pallady”, București, 1944;
- „Nicolae Tonitza”, București, 1945;
- „Gh. Petrașcu”, București, 1945;
- „Luchian”, București, 1947;
- „Pictorii revoluționari de la 1848:
- „Ion Negulici, C.D. Rosenthal, Barbu Iscovescu”, București, 1951;
- „Theodor Aman”, București, 1953;
- „Ștefan Dimitrescu”, București, 1954;
- „Ștefan Luchian” (în colaborare cu Petru Comarnescu), București, 1956;
- „Barbu Iscovescu”, București, 1956;
- „Mărturii despre N. Grigorescu” (în colaborare cu V. Beneș), București, 1957;
- „Nicolae Grigorescu”, București, 1957;
- „Les Maîtres de la peinture roumaine au XX-e siecle” (în colaborare), București, 1957;
- „Iser”, București, 1957;
- „Ciucurencu”, București, 1958;
- „Brancusi”, Paris, 1963;
- „Zadkine”, Paris, 1964;
- „Bourdelle” (în colaborare cu M. Dufet), Paris, 1965; 
  - ediția Paris, 1977;
- „Rodin” (în colaborare cu C. Goldscheider), Paris, 1967;
- „Lardera”, Paris, 1967;
- „Temoignages sur Brancusi” (în colaborare cu Petru Comarnescu și Mircea Eliade), Paris, 1967;
- „Henry Moore”, Paris, 1968; 
  - ediția București, 1972;
- „Henri-Georges Adam” (în colaborare cu Waldemar George), Paris, 1968;
- „Valentine Prax”, Paris, 1968;
- „La Sculpture et les sculpteurs”, Paris, 1968;
- „Robert Couturier”, Paris, 1969;
- „5000 ans d'architecture”, Paris, 1970;
- „Dimitrie Demou” (în colaborare cu Waldemar George), Paris, 1970;
- „Gilioli” (în colaborare cu Helene Lassalle), Paris, 1971;
- „Etienne Hajdu”, Paris, 1972;
- „Rodin”, Paris, 1970;
- „Jean Arp”, Paris, 1972;
- „Marta Pan” (în colaborare cu A. Pely), Paris, 1974;
- „Antoine Poncet”, Paris, 1975;
- „Vittorio Tavemari” (în colaborare cu E. Carli), Paris, 1975;
- „Frosso Eftimiadi”, Paris, 1976;
- „Ladis Schwartz”, Paris, 1976;
- „Introduction a la sculpture de Brancusi” (în colaborare cu C. Noica), Paris, 1976; 
  - ediția („Introducere în sculptura lui Brâncuși”), traducere de Ileana Șoldea, București, 2002;
- „Avoscan”, Paris, 1976;
- „Andras Beck” (în colaborare cu C. de Hulewitz), Paris, 1977;
- „M. Ziffer”, Paris, 1978;
- „Alice Sfintesco” (în colaborare cu C. Noica), Paris, 1978;
- „Lia Giordano” (în colaborare cu N. Michieli), Paris, 1979;
- „La Sculpture moderne en France depuis 1950” (în colaborare cu G. Xuriguera și A. Lardera), Neuilly, 1982;
- „Constantin Brâncuși: viața și opera”, București, 1983;
- „Les Souvenirs de Venise de W. Siegfried” (în colaborare cu Mircea Eliade și Eugen Ionescu), Neuilly, 1984;
- ”G. Apostu”, Paris, 1985;
- „Les Artistes roumains en Occident - Romanian Artists in the West” (în colaborare cu Gabriela Carp, Ana Maria Covrig și Lionel Scantéyé), ediție bilingvă franceză-ebgleză, Paris - Los Angeles, 1986;
- „Temoignages sur Apostu” (în colaborare cu G. Ionescu), Paris, 1987;
- „Andreea Bove”, Paris, 1987;
- „Tsukui” (în colaborare cu H. Tsukui), Paris, 1987;
- „Brâncuși”, ediție îngrijită și prefață de Mircea Handoca, București, 2003.

## Traduceri
- Robert Peary, „Cucerirea Polului Nord”, București, 1939;
- Peter Neagoe, „Soare de Paști”, București, 1940;
- Gerda Scheirer, Egon Jameson, „Eroii bărcilor de salvare”, București, 1946;
- A.S. Pușkin, „Dubrovski”, București, 1949 (în colaborare cu Violeta Jianu);
- Din Lin, „Răsare soarele deasupra râului Sangan”, București, 1950 (în colaborare cu Violeta Jianu);
- G.M. Markov, „Familia Strogov”, București, 1950 (în colaborare cu N. Issersohn);
- Ivan Vazov, „Subjug”, București, 1951 (în colaborare cu Vanghele Hrisicu);
- Jorge Amado, „Secerișul roșu”, București, 1952 (în colaborare cu Vera Ilchievici);
- Antonina Kopteaeva, „Ivan Ivanovici”, București, 1953 (în colaborare cu Vera Ilchievici);
- F. Kandîba, „Pământ fierbinte”, București, 1954 (în colaborare cu Izabela Dumbravă);
- Iuan Tzin, Cun Tziue, „Fii și fiice”, București, 1954;
- A. Volkov, „Doi frați”, București, 1954 (în colaborare cu Vladimir Aga);
- Lian Sin, Liu Hu-Lan, „Povestea unei tinere revoluționare”, București, 1954 (în colaborare cu Sofia Marian);
- Valentin Kataev, „O pânză-n depărtare”, București, 1955 (în colaborare cu V. Solodov);
- E. Iahnina, M. Aleinikov, „Charlot Bantard”, București, 1955 (în colaborare cu E. Antonescu);
- S. Golubov, „Din scânteie va izbucni flacăra”, București, 1955;
- Bela Mes, „Eliberarea”, București, 1956;
- V. Grigoriev, „Corăbierul Grigori Selihov”, București, 1956 (în colaborare cu Vera Ilchievici);
- Charles Dickens, „David Copperfield”, I-II, București, 1957;
- Sinclair Lewis, „Martin Arrowsmith”, București, 1958 (în colaborare cu Sofia Marian);
- Istvan Nagy, „La cea mai înaltă tensiune”, București, 1958 (în colaborare cu M. Bănescu).

## Alte aprecieri
„Ionel Jianu e un comentator scrupulos mai ales al problemelor teatrale la modă, dar nu ocolește nici poezia sau proza. Teatrul îi este însă mult mai familiar și nu putem concepe astăzi o analiză minuțioasă și atentă a fenomenului teatral interbelic, fără a pune la contribuție numeroasele sale note, comentarii, cronci, luări de poziții. El scrie astfel despre drepturile de autor, repertoriul permanent, literatura dramatică originală, onestitatea critică, propaganda prin teatru, tăcerea în teatru (cu referire specială la Blaga, care „a știut să realizeze prin tăcere și atmosferă un moment culminant în piesa sa Meșterul Manole”), despre traduceri, igiena sălilor de spectacol, turneele străine, teatrele naționale din provincie, congresele asociației criticilor dramatici, Studioul Teatrului Național, teatrul radiofonic, dreptul moral al autorului, neoclasicismul în teatru etc. Toate acestea alcătuiesc un vast repertoriu de problematică critică, după cum prin „Siluete”, el oferea un fel de breviar de personalități străine și românești la modă, un dicționar în miniatură, un ghid al tânărului intelectual. Scrisul lui Ionel Jianu este mereu proaspăt, mereu provocator. Rolul de mediator de valori este văzut ca o constantă a scrisului său, drept care face elogiul criticii onese și obiective, scriind: „Critica e raportarea unui produs intelectual la un criteriu personal, e considerarea diferitelor aspecte oferite de obiectul procesului critic și e integrarea acestui obiect într-o clasificare și într-o scară de valori””—Mircea Popa - Restituiri: Ionel Jianu, eseist, în România Literară, nr. 38, 2003, accesat 19 ianuarie 2017